# Seisonidea
Seisonidea é uma classe de vermes do filo Rotifera. São conhecidas apenas duas espécies, as quais são consideradas as mais primitivas do filo. Podem ser comuns em comunidades costeiras, contribuindo, por vezes, com parcela substancial da biomassa. Desempenham importante papel na regeneração de nutrientes e na transferência de energia nas teias alimentares. Único gênero de rotíferos marinhos comensais de determinados crustáceos. Corpo alongado com coroa reduzida. Pequeno dimorfismo sexual; gônadas pareadas em ambos os sexos; ovários sem vitelário